# Fiorenzuola d'Arda
Fiorenzuola d'Arda é uma comuna italiana da região da Emília-Romanha, província de Piacenza, com cerca de 13.349 habitantes. Estende-se por uma área de 59 km², tendo uma densidade populacional de 226 hab/km². Faz fronteira com Alseno, Besenzone, Cadeo, Carpaneto Piacentino, Castell'Arquato, Cortemaggiore.

## Demografia
| Variação demográfica do município entre 1861 e 2011                               |
|                                                                                   |
| Fonte: Istituto Nazionale di Statistica (ISTAT) - Elaboração gráfica da Wikipedia |